# Heroes of Might and Magic: Olden Era
Heroes of Might and Magic: Olden Era — будущая пошаговая стратегия, разрабатываемая студией Unfrozen при поддержке издательства Ubisoft. Игра будет включать традиционную для серии Heroes of Might and Magic пошаговую систему, а также содержать дополнительные ролевые механики, которых не было в предыдущих частях франшизы. Помимо однопользовательского режима игра будет поддерживать мультиплеер и кооператив, а также содержать редактор карт. Ранний доступ (Steam) запланирован на конец 2025 года, игра будет поддерживать субтитры на русском языке.

## Сюжет
Heroes of Might and Magic: Olden Era станет приквелом всей серии. Действие игры развернётся в Энроте, на континенте Джадаме. Основным антагонистом станет Улье — объединение насекомообразных созданий во главе с демоном, которые стремятся покорить мир (их дизайн вдохновлен гигантскими осами из Might and Magic VIII).

## Игровой процесс
В Heroes of Might and Magic: Olden Era на момент раннего доступа будет представлено шесть игровых фракций со своим уникальным геймплейным стилем: Храм (люди), Лесной союз (силы природы и феи), Подземелье (тёмные эльфы и подземные существа), Некрополис (нежить и вампиры), Улье (демонические насекомые — вероятно, кригане из оригинальных игр серии), а также ещё одна, пока не раскрытая разработчиками. В дальнейшем планируется добавлять DLC с новыми фракциями. По словам разработчиков, новая часть пошаговой стратегии сохранит классический игровой процесс, получив ряд нововведений таких как наличие активных способностей у всех существ и героев (возможность атаковать), а также уникальные механики для каждой из фракций — т.н. «законы», которые повлияют на развитие всего королевства. Экономика и система управления городом будут представлены в новом виде, например, разработчики исключили Капитолий, высшую экономическую постройку, которую возможно отстраивать только в одном городе игрока. Подобно Heroes of Might and Magic V в игре будут присутствовать альтернативные улучшения для существ, например, обычных скелетов можно будет превратить либо в скелетов-воинов, либо в скелетов-лучников. ИИ будет имитировать поведение игроков-людей, в том числе использовать героев-курьеров. В игре не будет системы караванов (фигурировавшей в Heroes of Might and Magic IV), передавать войска и артефакты можно будет при помощи Опорных пунктов, а также походного заклинания «Общий сбор!».
В игру будет добавлен генератор карт с шаблонами как для классической игры, так и для новых режимов, а также сборные артефакты. Последние можно будет улучшать при помощи нового ресурса, который придёт на смену сере. Во время боёв у существ появится индикатор очков здоровья и активной контратаки, если она запланирована. Из Heroes V также будет позаимствована переработанная система навыков в упрощённом варианте. К каждому навыку будет добавлено пять дополнительных пассивных эффектов. Многие непопулярные навыки планируется убрать из основной ветки развития героя в пассивные. Герои традиционно будут делиться на магов и воинов, на каждом новом уровне игрок сможет выбирать одно из трёх специальных умений, которые будут влиять на стратегию 
игры. В игре также будут заклинания, которые нельзя получить в гильдии магов. Обсуждая баланс игры, разработчики заявили, что «планируется скорее усиливать элементы, нежели ослаблять их».
Помимо нелинейной однопользовательской сюжетной кампании и нескольких сценариев, проект будет содержать три многопользовательских режима: классический, с одним героем (есть только один герой, его смерть означает поражение) и «Арену» — с т.н. «драфтом» (появится матчмейкинг согласно критериям — ориентир на быстрый поиск соперника, система репортов и «античит»). Первый из них предлагает случайную карту для длительных матчей, второй позволяет играть с одним героем, а третий содержит быстрые сражения: игрок выбирает одного из трёх героев (специалисты сразу получают необходимые навыки, а маги — базовые заклинания), определённое умение, артефакты (также из трёх), заклинания и армию, после чего сразу же начинается битва (против человека или ИИ). Каждый из режимов будет иметь отдельную рейтинговую систему (с различными рангами — серебро, золото, платина) и таблицу лидеров. По словам разработчиков, проект изначально ориентирован на киберспорт, в нём будет возможность проводить рейтинговые поединки, а соперник будет подбираться на основании рейтинга игрока. В игре будут присутствовать сезоны с обнулением рейтинга, режим наблюдения за игровым партиями и возможность просмотра повторов. Планируется добавить систему одновременных ходов в мультиплеере, аналогичной моду Horn of the Abyss, где игроки могут играть одновременно до появления в зоне видимости друг друга.

## Разработка
Heroes of Might and Magic: Olden Era была анонсирована 22 августа 2024 года. Проект находится в разработке около четырёх лет и вдохновлён II, III и V частями франшизы, а также играми King’s Bounty. Новый «красочный и мультяшный» визуальный стиль был выбран для обеспечения хорошей производительности на разных конфигурациях ПК. По мнению разработчиков, реалистичный стиль сильнее нагружает систему, а также больше подвержен устареванию. В студии подчёркивают, что им предоставлена полная творческая свобода и новая игра делается для фанатов серии. Выход игры в Steam (в раннем доступе) запланирован на первую половину 2025 года, её релиз собираются приурочить к 30-летию франшизы.
23 августа порталом PC Games был опубликован небольшой отрезок геймплея ранней версии игры, в ней показан основной игровой процесс: изучение карты и сражения, а также внешний вид анимированных экранов городов.
31 октября 2024, в честь Хэллоуина, был продемонстрирован обзорный ролик фракции Некрополис, в котором были показаны портреты героев (Некромантов и Рыцарей смерти), а также продемонстрированы юниты и их уникальные способности. Помимо знакомых по прошлым частям вампиров, личей, призраков, скелетов и тёмных рыцарей, в игру были добавлены новые разновидности нежити, такие как могильщики и мёртвые гончие (все они имеют по два варианта апгрейда).
13 декабря разработчики поделились новостями о Подземелье. Героями фракции станут Чернокнижники и Лорды, среди юнитов заявлены троглодиты, лазутчики, минотавры, медузы, гидры и чёрные драконы.
В конце декабря стало известно, что композиторами игры выступили Пол Ромеро (который работал над музыкой фракций для всех частей серии) и Крис Веласко (приложивший руку к таким проектам, как Mass Effect 2 и Bloodborne).
14 февраля 2025 года разработчики представили фракцию Улье: насекомоподобных существ, которые в Olden Era являются всеобщими врагами вместо демонов из предыдущих частей. Героями фракции являются надсмотрщики и предвестники.